# توبي رادفورد
توبي رادفورد (3 ديسمبر 1971 في المملكة المتحدة - )  (بالإنجليزية: Toby Radford)‏ هو لاعب كريكت بريطاني وبريطاني. لعب مع نادي مقاطعة ميدلسكس للكريكت ‏ ونادي مقاطعة ساسكس للكركيت ‏ وBerkshire County Cricket Club ‏ وHampshire Cricket Board ‏.

## وصلات خارجية
- توبي رادفورد على موقع إي آس بي آن كريك إنفو (الإنجليزية)